# Хагамаша
Хагамаша — правитель древнеиндийского государства Северных Кшатрапов.

## Биография
Сакская династия Северных Кшатрапов властвовала в Матхуре и Восточном Пенджабе с I века до н. э. по II век н. э. Одним из первых известных правителей был Хагамаша, медные монеты с надписью которого дошли до нашего времени. Возможно, что другой представитель этой династии Хагана, имя которого также указывается на части этого нумизматического материале, был старшим братом Хагамаши. По предположению В. Смита, они правили со 125 года до н. э. по 80 год до н. э. Д. Аллан указывал на период пятидесятых — сороковых годов до н. э. К. Байпай, ссылаясь на данные палеографии, считает более вероятным период середины первого века н. э.
Одни исследователи, например, Э. Рапсон, В. Смит, считают, что Хагамаша правил ранее «Великого Сатрапа» Раджувулы, другие, в том числе П. Чопра, придерживаются противоположного мнения.